# Potrero Nuevo, La Perla
Potrero Nuevo är en ort i Mexiko.   Den ligger i kommunen La Perla och delstaten Veracruz, i den sydöstra delen av landet, 210 km öster om huvudstaden Mexico City. Potrero Nuevo ligger 3 232 meter över havet och antalet invånare är 175.
Terrängen runt Potrero Nuevo är bergig åt sydväst, men åt nordost är den kuperad. Terrängen runt Potrero Nuevo sluttar brant österut. Runt Potrero Nuevo är det ganska tätbefolkat, med 199 invånare per kvadratkilometer. Närmaste större samhälle är Palmira, 19,7 km sydost om Potrero Nuevo. I omgivningarna runt Potrero Nuevo växer huvudsakligen savannskog.